# Artemis Quartett
Das Artemis Quartett ist ein Streichquartett, das 1989 gegründet wurde und als eines der führenden Streichquartette galt. Im Mai 2021 hat es sich nach eigenen Angaben vorübergehend aufgelöst.

## Geschichte
Das Ensemble wurde 1989 in Lübeck gegründet und wurde nach der Bogen-führenden Jagdgöttin Artemis benannt. Die ersten Mitglieder des Quartetts waren Studenten an der Musikhochschule Lübeck, wo sich das Quartett zu einem Kammermusikkurs bei Walter Levin zusammenfand. Das Quartett studierte 18 Monate lang beim Alban Berg Quartett in Wien. Es nahm Kurse bei Walter Levin und Alfred Brendel sowie bei Mitgliedern des Juilliard String Quartet und des Emerson String Quartet.
Das Ensemble war in Berlin ansässig. 
Das Artemis Quartett gastierte weltweit in allen großen internationalen Konzertreihen und Festivals und war exklusiv bei Warner Music / Erato (vormals EMI / Virgin Classics) unter Vertrag. Besonders seine Einspielung der Ligeti Streichquartette (2001) und die Beethoven Gesamtaufnahme (2011) fanden große Beachtung.
Die erste Änderung in der Besetzung ergab sich durch das Ausscheiden der Geigerin Isabel Trautwein, die 1991 durch Heime Müller ersetzt wurde. Der Geiger Wilken Ranck schied 1994 aus, als der Beschluss gefasst wurde, das Quartett hauptberuflich zu betreiben. Er wurde durch Natalia Prischepenko ersetzt. 2007 verließen Volker Jacobsen und Heime Müller das Quartett. 2012 schied Natalia Prischepenko aus; für sie kam Vineta Sareika, die bis 2021 die erste Geige spielte. Nach dem Tod des Bratschisten Friedemann Weigle († 2015) wechselte Gregor Sigl von der zweiten Geige zur Bratsche.
Im Jahr 2019 verließ der Cellist Eckart Runge nach dreißig Jahren als letztes Gründungsmitglied das Ensemble, um sich eigenen künstlerischen Projekten zu widmen. Zugleich schied die US-amerikanische Geigerin Anthea Kreston aus, die seit Anfang 2016 dabei gewesen war. Als neue Mitglieder stiegen Suyoen Kim (Violine) und Harriet Krijgh (Cello) ein. In dieser Umbruchzeit während des 30-jährigen Jubiläums entstand ein Dokumentarfilm, der 2020 unter dem Titel Artemis: The Neverending Quartet erschien (deutsch: Artemis – Das unendliche Streichquartett, 53 Minuten). Der Film fing den Glanz des Quartetts ein und stellte auch seine aktuelle Krise ungeschönt dar.

## Spielpause
Im Mai 2021 erschien folgender Hinweis auf der Website des Quartetts: „Das Artemis Quartett gibt eine Spielpause auf unbestimmte Zeit bekannt und löst die derzeitige Besetzung auf. Die Folgen der zermürbenden Pandemie, ein schwerer Krankheitsfall in engster Familie und der anstehende Mutterschutz von Vineta Sareika erlauben es dem Quartett derzeit nicht, verlässlich zu planen. Das Artemis Quartett wird sich zu gegebener Zeit neu formieren und auf die Bühne zurückkehren.“  Der Text stand noch im April 2025 dort.

## Auszeichnungen
Das Artemis Quartett gewann drei erste Preise bei renommierten Wettbewerben:
- 1995: Preis des Deutschen Musikwettbewerbs[1]
- 1996: erster Preis beim ARD Musikwettbewerb[1]
- 1997: erster Preis beim Premio Paolo Borciani[1]

Die Einspielungen des Ensembles wurden mit folgenden Preisen ausgezeichnet (Auswahl):
- Diapason d’or
- Preis der Deutschen Schallplattenkritik
- 2001: Deutscher Kritikerpreis
- 2004 Premio Internazionale Accademia Musicale Chigiana
- 2006: ECHO Klassik für die Einspielung der Beethoven-Quartette op. 95 und 59,1
- 2007: Würth-Preis der Jeunesses Musicales Deutschland
- 2011: ECHO Klassik für die Einspielung der Beethoven-Quartette op. 130 und 133
- 2015: ECHO Klassik in der Kategorie Kammermusikeinspielung des Jahres
- 2016: ECHO Klassik für eine Brahms-CD

Das Artemis Quartett ist seit 2003 Ehrenmitglied des Vereins Beethoven-Haus Bonn.

## Besetzungen
Die nachfolgenden Angaben zur Besetzung entsprechen weitgehend denen auf der Website des Artemis Quartetts. Ergänzt wurden bei der ersten Besetzung der Geiger Wilken Ranck und die Geigerin Isabel Trautwein, die auf der Website des Quartetts nicht genannt werden. Beim Besetzungswechsel im Jahr 2019 wurde die Jahreszahl korrigiert.
In den Zeiträumen bis 2007 und 2019–2021 wurde die Rolle der ersten Violine bisweilen von den jeweiligen beiden Geigern abwechselnd übernommen.
1989–2007
- Wilken Ranck bis 1994,[1] dann Natalia Prischepenko, Violine
- Isabel Trautwein bis 1991,[1] dann Heime Müller, Violine (bis 2007)
- Volker Jacobsen, Viola (bis 2007)
- Eckart Runge, Cello

2007–2012
- Natalia Prischepenko, Violine (bis 2012)
- Gregor Sigl, Violine
- Friedemann Weigle, Viola
- Eckart Runge, Cello

2012–2015
- Vineta Sareika, Violine
- Gregor Sigl, Violine
- Friedemann Weigle († 2015), Viola
- Eckart Runge, Cello

2016–2019
- Vineta Sareika, Violine
- Anthea Kreston, Violine (bis 2019)[13]
- Gregor Sigl, Viola (er spielte zuvor die 2. Violine)
- Eckart Runge, Cello (bis 2019)[10][13]

2019–2021
- Vineta Sareika, Violine
- Suyoen Kim, Violine
- Gregor Sigl, Viola
- Harriet Krijgh, Cello